# Ošibka inženera Kočina
Ošibka inženera Kočina (Ошибка инженера Кочина) è un film del 1939 diretto da Aleksandr Veniaminovič Mačeret.